# Teboho Mokoena (labdarúgó, 1974)
Teboho Mokoena (Thokoza, 1974. július 10. –) dél-afrikai válogatott labdarúgó.

## Pályafutása

### Klubcsapatban
1995 és 1998 között a Witbank Aces csapatában játszott. Pályafutása nagy részét a Jomo Cosmos együttesében töltötte, melynek több alkalommal is volt a játékosa. 2001 és 2002 között Svájcban az FC St. Gallenben szerepelt. 2004 és 2005 között a Mamelodi Sundowns, 2006 és 2008 között a Bidvest Wits együttesét erősítette. 2008 és 2010 között a Mpumalanga Black Aces játékosa volt. 

### A válogatottban
2001 és 2004 között 28 alkalommal szerepelt a Dél-afrikai válogatottban és 5 gólt szerzett. Részt vett a 2002-es világbajnokságon, ahol a Paraguay elleni csoportmérkőzésen gólt szerzett és tagja volt a 2004-es afrikai nemzetek kupáján szereplő válogatott keretének is.